# Đường sắt cao tốc Suseo
SRT (SR Train, Super Rapid Train) là tuyến đường sắt cao tốc chạy từ Ga Suseo đến Ga Busan, Ga Jinju, Ga Pohang, Ga GwangjuSongjeong, Ga Mokpo và Ga Yeosu–EXPO.
Khoảng 86% các chuyến tàu chạy 50m dưới lòng đất giữa các Ga Suseo ~ Ga Cheonan–Asan, và đây là ga tàu cao tốc ngầm đầu tiên ở Hàn Quốc hoạt động tại ga Dongtan là ga đầu tiên sau khi khởi hành từ Suseo.
Tuyến đường sắt cao tốc Suseo-Pyeongtaek được xây dựng cho tuyến này.

## Tổng quan
Dự án được thực hiện vì sự thuận tiện của người sử dụng đường sắt ở khu vực đông nam của Seoul (Seocho-gu, Gangnam-gu, Songpa-gu, Gangdong-gu, v.v.) và khu vực phía nam của Gyeonggi-do, và đã khai trương vào ngày 9 tháng 12 năm 2016. Mất khoảng 2 giờ để đến Ga Busan và Ga Mokpo. Để phục vụ cho hoạt động của tuyến này, một tuyến kết nối cho tuyến đường sắt cao tốc Gyeongbu đã được lắp đặt tại ga PyeongtaekJije.
Do các vấn đề về giấy phép vận tải đường sắt, các chuyến tàu đến Suseo không được khai thác trên Tuyến Gyeongjeon, Tuyến Donghae và Tuyến Jeolla, và các chuyến tàu không được khai thác trên các đoạn đường sắt chung ngoại trừ giữa Ga Daejeon và Ga Daejeonjochajang, Ga Dongdaegu và Ga Jicheon, và đoạn phía nam của tuyến Honam Ga GwangjuSongjeong. Ngoài ra, vì đơn vị điều hành khác nhau, bạn không thể được giảm giá chuyển tuyến với tàu đưa đón Tuyến Gwangju đoạn Gwangju ~ GwangjuSongjeong được vận hành với tàu đi lại .

## Lịch sử
- 1 tháng 11 năm 2016 ~ 8 tháng 12 năm 2016: Chạy thử tất cả các phần
- 9 tháng 12 năm 2016: Chính thức hoạt động.
- 10 tháng 7 năm 2023: Chạy thử các tuyến Tuyến Gyeongjeon, Tuyến Donghae và Tuyến Jeolla
- 1 tháng 9 năm 2023: Mở rộng các dịch vụ của Tuyến Gyeongjeon, Tuyến Donghae và Tuyến Jeolla

## Phương tiện
Chuyến tàu này được vận hành với 22 chuyến tàu KTX-Sancheon số 120000 và 10 chuyến tàu KTX-Sancheon số 130000. Ban đầu, đoàn tàu 120000 được vận hành cho đến khi hoạt động KTX của KORAIL được chuyển giao cho SR vào cuối năm 2016, và đoàn tàu 130000 bắt đầu hoạt động trực tiếp từ SRT.

## Tuyến đường
| Tuyến                      | Tuyến đường              | Số      | Ghi chu |
| -------------------------- | ------------------------ | ------- | ------- |
| Đường sắt cao tốc Gyeongbu | Suseo ~ Busan            | 301~380 | [ 5 ]   |
| Tuyến Gyeongjeon           | Suseo ~ Jinju            | 381~384 |         |
| Tuyến Donghae              | Suseo ~ Pohang           | 391~394 |         |
| Đường sắt cao tốc Honam    | Suseo ~ GwangjuSongjeong | 601~622 |         |
| Đường sắt cao tốc Honam    | Suseo ~ Mokpo            | 651~668 |         |
| Tuyến Jeolla               | Suseo ~ Yeosu–EXPO       | 681~684 |         |

- Trong tổng số 120 lần SRT hoạt động, 66 lần dừng ở ga Dongtan, 28 lần ở ga PyeongtaekJije, và 14 lần ở cả ga PyeongtaekJije và ga Dongtan.
- Tàu SRT đến Busan chạy 80 chuyến, trong đó 42 chuyến dừng tại ga Dongtan, 18 chuyến tại ga PyeongtaekJije và 8 chuyến tại cả ga PyeongtaekJije và ga Dongtan.
- Chuyến tàu SRT đến GwangjuSongjeong hoạt động 22 chuyến, trong đó 14 chuyến dừng tại ga Dongtan, 8 chuyến tại ga PyeongtaekJije và 4 chuyến tại cả ga PyeongtaekJije và ga Dongtan.
- Chuyến tàu SRT đi Mokpo chạy 18 chuyến, trong đó 10 điểm dừng tại ga Dongtan và 2 điểm dừng ở cả ga PyeongtaekJije và ga Dongtan.
- Tàu dừng ở ga Seodaegu 5 lần 1 ngày[5]

### Số chuyến tàu được chỉ định
#301~#380: Tuyến cao tốc Gyeongbu Suseo ~ Busan
#381~#384: Tuyến Gyeongjeon Suseo ~ Jinju
#391~#394: Tuyến Donghae Suseo ~ Pohang
#601~#622: Tuyến cao tốc Honam Suseo ~ GwangjuSongjeong
#651~#668: Tuyến Honam / Tuyến cao tốc Honam Suseo ~ Mokpo
#681~#684: Tuyến Jeolla Suseo ~ Yeosu–EXPO
#690: Chuyến tàu chuyên dụng từ Dongtan đến Suseo

## Các điểm dừng
Các điểm dừng bắt buộc được biểu thị bằng chữ in đậm .
- Đường sắt cao tốc Gyeongbu: Suseo -  Dongtan - PyeongtaekJije - Cheonan–Asan - Osong - Daejeon - Gimcheon (Gumi) - Seodaegu - Dongdaegu - Gyeongju - Ulsan - Busan
- Tuyến Gyeongjeon: Suseo -  Dongtan - PyeongtaekJije - Cheonan–Asan - Osong - Daejeon - Gimcheon (Gumi) - Dongdaegu - Miryang - Jinyeong - ChangwonJungang - Changwon - Masan - Jinju
- Tuyến Donghae: Suseo -  Dongtan - PyeongtaekJije - Cheonan–Asan - Osong - Daejeon - Gimcheon (Gumi) - Dongdaegu - Pohang
- Đường sắt cao tốc Honam: Suseo -  Dongtan - PyeongtaekJije - Cheonan–Asan - Osong - Gongju - Iksan - Jeongeup - GwangjuSongjeong - Naju - Mokpo
- Tuyến Jeolla: Suseo -  Dongtan - PyeongtaekJije - Cheonan–Asan - Osong - Gongju - Iksan - Jeonju - Namwon - Gokseong - Guryegu - Suncheon - Yeocheon - Yeosu–EXPO

## Trì hoãn hoạt động
Quyết định này đã bị trì hoãn trong quá trình xây dựng ga trung gian GTX , và việc mở cửa bị trì hoãn vào tháng 12 năm 2015. Cuối tháng 6/2016, tỷ lệ hoàn thành là 97%. Sau đó nó được khai trương vào ngày 9 tháng 12 năm 2016.

## Thư viện

Logo SRT
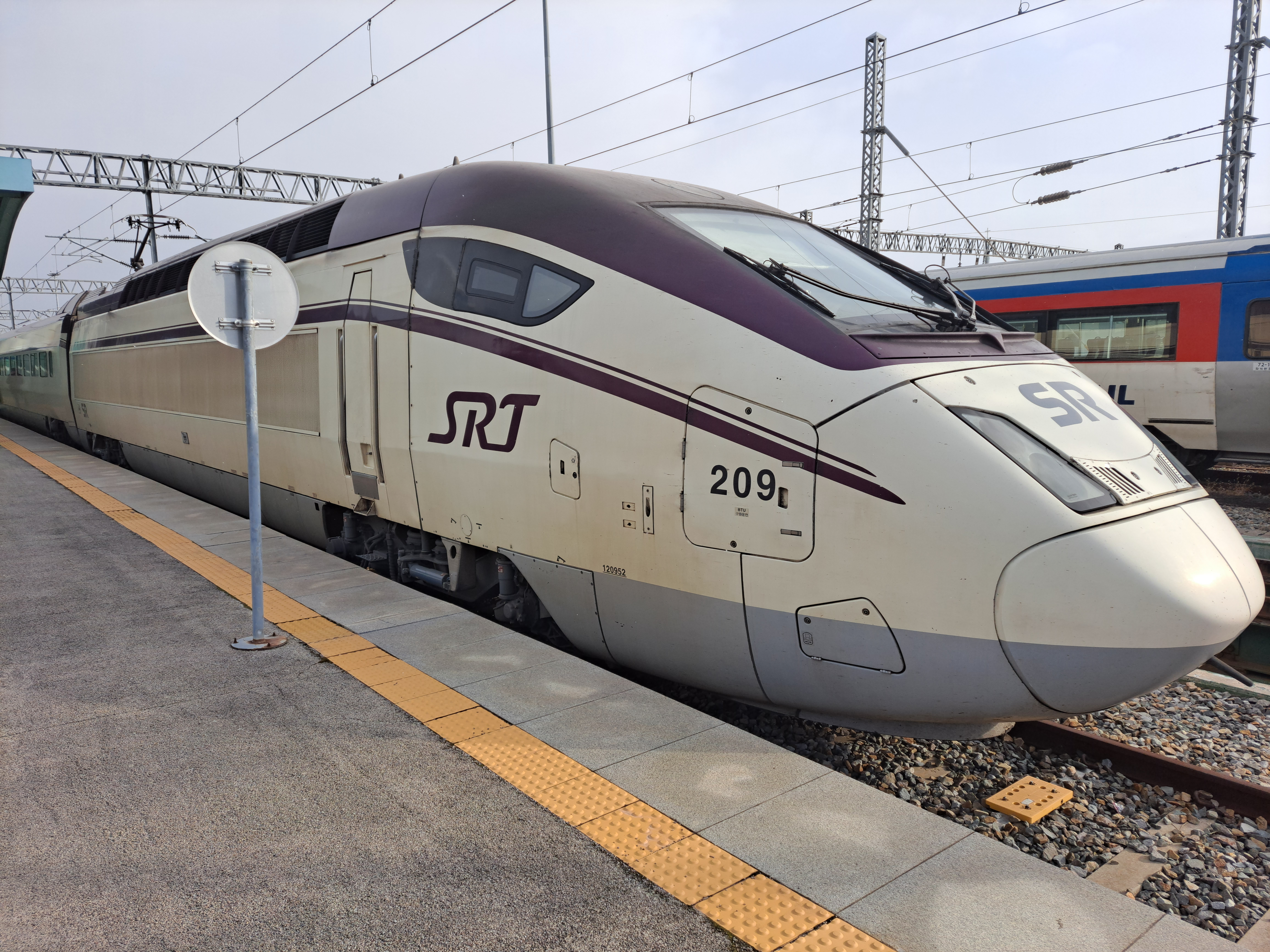
Tàu SRT 209